# Togbus
En togbus er en bus, der erstatter tog, når en given jernbane ikke kan betjenes i en periode, f.eks. som følge af sporarbejder eller uheld. I bredere forstand kan der også bruges om erstatning af undergrundsbaner, sporvogne og andre skinnebårne transportmidler.
Busser kan også erstatte en jernbane eller sporvej fuldstændigt, hvis den bliver nedlagt, men her tales normalt ikke om togbusser på dansk. I praksis er mange af principperne dog de samme, og det er da også af og til sket, at midlertidig erstatning med togbusser er blevet permanent.

## Midlertidig erstatning
Midlertidig indsættelse af togbusser kan være planlagt eller uplanlagt. Planlagt forekommer det, når skal arbejdes på en given bane, f.eks. når der skal laves sporarbejde eller renoveres broer. Her vil det typisk være planlagt længe i forvejen, og der vil blive taget højde for ting som myldretid og lokale trafikproblemer. Desuden vil det bliver informeret, så passagererne er forberedte. Uplanlagte indsatser kan være følge af uheld og nedbrud, hvor der skal skaffes erstatning, indtil problemet er løst. Typisk vil man have forskellige nødplaner liggende klar og måske aftaler med private vognmænd, så der kan indsættes busser så hurtigt som muligt. I sådanne tilfælde er information ekstra vigtig for passagererne, men den kan i praksis ofte først tilvejebringes, efterhånden som de ansvarlige får overblik over situationen.
Alt afhængig af forholdene kan omfanget af kørslen variere stærkt. Nogle gange kan det være en hel bane, der skal erstattes, sådan som man f.eks. har gjort det flere gange på Wuppertaler Schwebebahn, hvor det simpelthen ikke er fysisk muligt at vende undervejs. For det meste er der dog kun er tale om et kortere stykke, hvor togene må vende andre steder end normalt eller måske køre ad en anden strækning. Antallet af busser kan også variere. I aftentimerne og på sidebaner kan en enkelt bus måske være nok til at erstatte et helt tog, mens et tog på en hovedbane kan kræve en håndfuld busser eller mere. I sidstnævnte tilfælde kan man operere med flere forskellige linjer, så nogle busser kører direkte igennem, mens andre stopper ved alle stationer undervejs. Er der tale om en central strækning, f.eks. på en undergrundsbane, vil man typisk opgive korrespondance med bestemte tog og i stedet lade busserne køre med få minutters mellemrum i pendulfart.
Linjeføringen retter sig normalt efter de eksisterende jernbanestationer. Busserne er dog i sagens natur nødt til at benytte gader og veje, der ikke nødvendigvis ligger parallelt med sporene. Det medfører omveje og forlænget rejsetid, ligesom der nogle steder slet ikke kan standses ved alle stationerne. For det meste vil man dog forsøge at standse så tæt på som muligt, f.eks. ved eksisterende buslinjers stoppesteder. Busser der kører direkte igennem kan til gengæld skyde genvej ad motorveje og lignende.

## Permanent erstatning
Hvis en bane bliver nedlagt eller persontrafikken indstillet, erstattes persontogene af busser. Mange privatbaner, sidebaner og sporvogne er i tidens løb blevet erstattet af busser, typisk fordi man håbede at kunne reducere driftsomkostningerne. Skinner kræver ekstra omkostninger til vedligeholdelse, og er passagertallet lavt eller faldende, bliver der (voksende) underskud. Her kan busser være en måde at reducere omkostningerne på. I praksis kan det dog gå udover passagertallene, da busserne ikke altid kan byde på samme komfort og rejsehastighed som togene. Det var bl.a. tilfældet i Storbritannien, da mange baner blev erstattet af busser i 1960'erne.